# Bydłowa
Bydłowa – wieś w Polsce, położona w województwie świętokrzyskim, w powiecie staszowskim, w gminie Oleśnica.
W latach 1975–1998 miejscowość administracyjnie należała do województwa kieleckiego.

## Dawne części wsi – obiekty fizjograficzne
W latach 70. XX wieku przyporządkowano i opracowano spis lokalnych części integralnych dla Bydłowej:
| Nazwa wsi – miasta     | Nazwy części wsi – miasta       | Nazwy obiektów fizjograficznych – charakter obiektu |
| ---------------------- | ------------------------------- | --- |
| I. Gromada SICHÓW DUŻY |                                 | |
| 1. Bydłowa             | 1. Bydłowa-Kolonia 2. Dzierżawy | 1. Błonia – łąka 2. Bydłowa-Kolonia – pole 3. Dodatki – łąka 4. Dworki – pole 5. Dzierżawy – pole 6. Mrowieńce – łąka, pole 7. Pod Lasem – pole 8. Stawina – łąka |

## Literatura
1. Kaczmarek Leon (red. nauk. zeszytu), Taszycki Witold (red. nauk. wyd.): Urzędowe Nazwy miejscowości i obiektów fizjograficznych. 33. Powiat staszowski województwo kieleckie. Komisja ustalania nazw miejscowości i obiektów fizjograficznych (do użytku służbowego). Z: 33. Warszawa: Urząd Rady Ministrów. Biuro do Spraw Prezydiów Rad Narodowych, 1970. Brak numerów stron w książce